# Eric B. & Rakim
Eric B. & Rakim bylo americké hip-hopové duo z New Yorku. Duo tvořili DJ Eric "Eric B." Barrier a rapper William Michael "Rakim" Griffin, Jr. Duo se dalo dohromady v roce 1986 a rozpadlo se v roce 1992. Společně vydali čtyři alba, těch se prodalo přes 2,5 milionu. Byli představiteli tzv. "klasického rapu" druhé poloviny osmdesátých let až počátku devadesátých let 20. století (tzv. "zlatý věk hip hopu").

## Stručná biografie
Eric B. pracoval jako DJ na newyorské radiové stanici WBLS, která se soustředila na hraní "nekomerčního" hip-hopu. Stanice dávala možnost vystupování mladým pouličním rapperům, a tak Eric B. potkal Rakima. S pomocí producenta Marley Marla se dali roku 1986 dohromady. Jejich první singl byla píseň Eric B. Is President, dodnes se spekuluje jestli píseň vyprodukoval Eric B., jak je uváděno, nebo Marley Marl.
Díky singlu získali smlouvu na jedno album u společností 4th & B'way Records a Island Records. Tam tedy připravili svůj debut Paid in Full a ačkoliv se album vyšplhalo "jen" na 58. příčku žebříčku Billboard 200, získalo platinové ocenění společnosti RIAA, za milion prodaných kusů. Na přebalu desky oba mají zlaté "řetězy" a oblečení od Gucciho, tím jako jedni z prvních udali módní hip-hopový styl, který trvá již přes dvacet let. Časopis Rolling Stone album vyhodnotil jako 227. nejlepší album všech dob. Hudební televize MTV ho dokonce označila jako nejlepší hip-hopové album všech dob.
Díky rozruchu způsobeného úspěchem alba Paid in Full získali výhodnou smlouvu u společností Uni Records a především MCA Records. Zde vydali v roce 1988 velmi očekávané album Follow the Leader. Album se umístilo na 22. pozici hitparády Billboard 200 a prodalo se ho přes 500 000 kusů, čímž získalo zlatou certifikace. Z alba pochází vcelku úspěšný stejnojmenný singl. Časopis Vibe toto album zařadil jako dvanácté nejlepší hip-hopové album všech dob. Styl těchto jejich dvou alb, který se projevuje samplováním částí starších melodických hitů a lyrickými verši, ovlivnil pozdější tvorbu rapperů jako jsou LL Cool J a Ice Cube nebo skupin Run-D.M.C. a Public Enemy.
Roku 1989 spolupracovali s dance-popovou zpěvačkou Jody Watley na její písni Friends. Tato spolupráce se do historie zapsala jako první spolupráce mezi žánry hip hop a dance-pop. S příchodem devadesátých let 20. století jejich popularita začala upadat v důsledku úspěchu podžánrů Gangsta rap, který představila skupina N.W.A. a Alternativní rap, který proslavila skupina De La Soul.
V květnu 1990 vydali své třetí album Let the Rhythm Hit 'Em to už nezaznamenalo takový úspěch jako alba předchozí, ale i přesto dosáhlo na zlatou certifikaci společnosti RIAA. Album bylo jedním z prvních, které obdrželo od časopisu The Source hodnocení "5 mic", tedy nejvyšší možné. Ovšem jejich "starý" styl již tolik nepřitahoval. V roce 1991 a 1992 využili možnosti podílet se na soundtracích k filmům House Party 2 a Juice respektive. Píseň Juice (Know the Ledge) je jejich nejúspěšnější, co se týče oblíbenosti rádií. Obě písně byly obsaženy na jejich posledním společném albu Don't Sweat the Technique, vydaného v roce 1992. To mělo jazzový nádech a obsahovalo další vcelku úspěšný stejnojmenný singl, i tak v prodejích propadlo. S tímto albem navíc duu končila smlouva u MCA Records. Po několika obchodních schůzkách se duo oficiálně rozpadlo a oba se vydali na sólové dráhy.

## Diskografie

### Studiová alba
| Rok  | Album                                                                    | Hitparáda | Hitparáda  | Certifikace   |
| Rok  | Album                                                                    | US 200    | US Hip-Hop | Certifikace   |
| ---- | ------------------------------------------------------------------------ | --------- | ---------- | ------------- |
| 1987 | Paid in Full - Vydáno: 7. července 1987 - Vydavatel: 4th & B'way, Island | 58        | 8          | US: platinová |
| 1988 | Follow the Leader - Vydáno: 25. července 1988 - Vydavatel: Uni, MCA      | 22        | 7          | US: zlatá     |
| 1990 | Let the Rhythm Hit 'Em - Vydáno: 25. května 1990 - Vydavatel: MCA        | 32        | 10         | US: zlatá     |
| 1992 | Don't Sweat the Technique - Vydáno: 23. června 1992 - Vydavatel: MCA     | 22        | 9          | US: /         |

### Kompilace
- 2001 - The Best of Eric B. & Rakim
- 2003 - Classic
- 2005 - Gold

### Úspěšné singly
- 1987 - "I Ain't No Joke"
- 1988 - "Follow the Leader"
- 1990 - "Let the Rhythm Hit 'Em"
- 1992 - "What's on Your Mind"
- 1992 - "Don't Sweat the Technique"
- 1992 - "Juice (Know the Ledge)"